# Eucalyptus dives
Espèce
Synonymes
- Eucalyptus amygdalina var. latifolia H.Deane & Maiden[1]

Statut de conservation UICN

 LC  : Préoccupation mineure
Eucalyptus dives est une espèce de plantes à fleurs dicotylédones de la famille des Myrtaceae. C'est un petit arbre endémique du sud-est de l'Australie.

## Description
Eucalyptus dives est un petit arbre pouvant atteindre 20 mètres de haut, formant des lignotubers. L'écorce, grise à gris-brun, est lisse, rugueuse sur les plus grosses branches et le tronc.
Les pousses juvéniles (issues de taillis ou semis en plein champ) jusqu'à 50 cm de haut, présentent des tiges à section transversale arrondie, souvent glauque.
Les feuilles juvéniles, sessiles, rarement connées, sont opposées, disposées en de nombreuses paires, de forme ovale à cordée ou largement falciforme, de 6 à 14 cm de long sur 2 à 7 cm de large, de couleur bleu-vert à bleu-gris ou glauques.
Les feuilles adultes sont au contraire alternes, pétiolées (pétiole de 0,5 à 3,3 cm de long), et présentent un limbe largement lancéolé ou falciforme, de 7 à 15 cm de long sur 1,4 à 4,2 cm de large, se rétrécissant à la base vers le pétiole, de couleur verte, légèrement brillante ou terne. Les nervures latérales sont aiguës, à réticulation clairsemée à légèrement modérée.

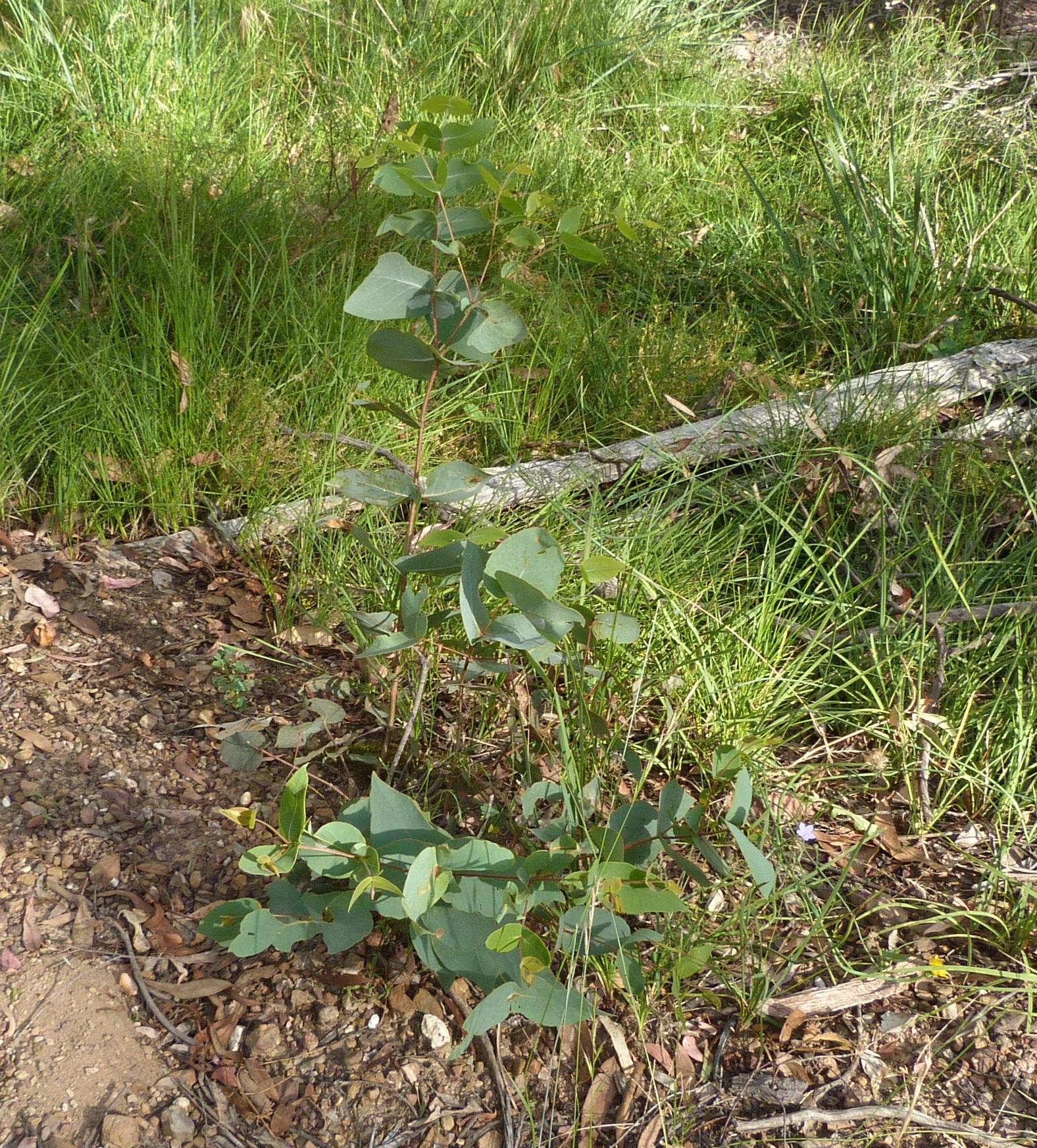
Jeune plant.
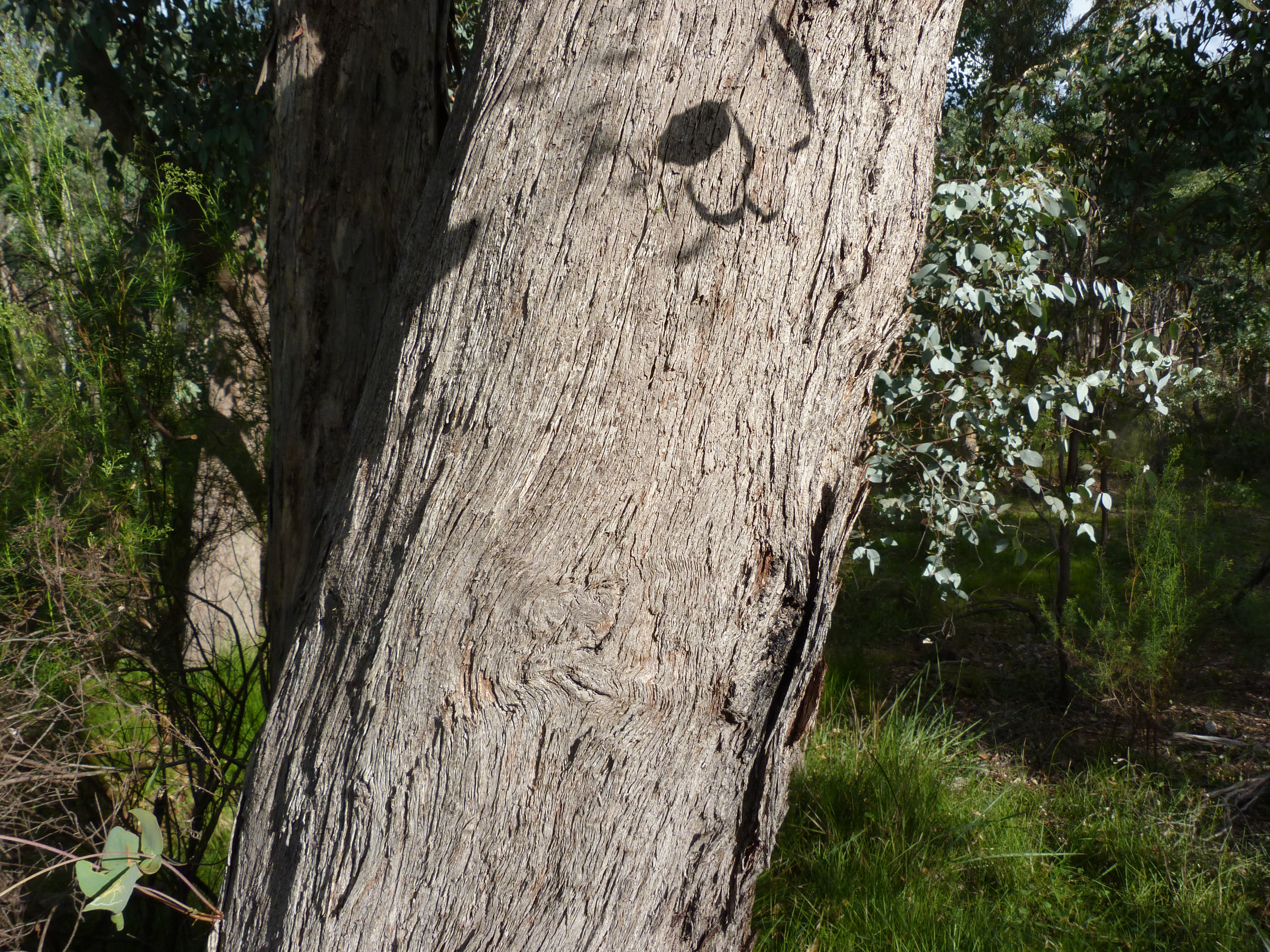
Écorce du tronc.

L'inflorescence, en ombelle axillaire non ramifiée, rarement appariée à l'aisselle, pédonculée (pédoncule de 0,3 à 1,3 cm de long), groupe de nombreuses fleurs (11 ou davantage) blanches, portées par des pédicelles de 0,2-0,7 cm de long. Les boutons, obovoïdes à claviformes à maturité, de 0,3 à 0,6 cm de long sur 0,2 à 0,4 cm de large, sont verts à jaunes, et présentent un opercule conique à arrondi parfois apiculé. Les étamines droites ou irrégulièrement fléchies, ont des anthères réniformes à cordées, dorsifixes, déhiscentes par des fentes confluentes. Le style court ou long est surmonté d'un stigmate effilé. L'ovaire, à 3 ou 4 loges, présente des placentas comportant chacun 2 rangées verticales d'ovules.

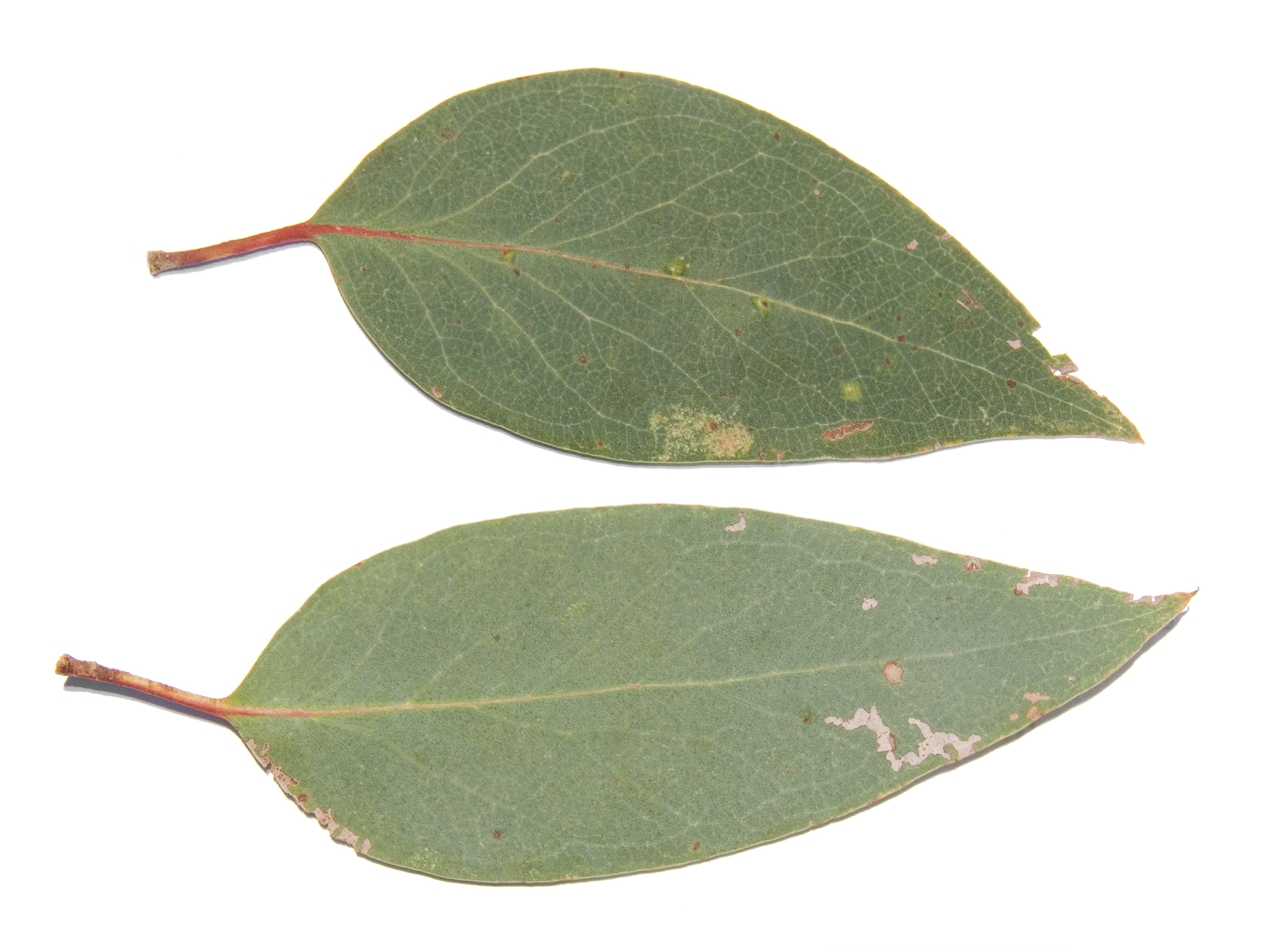
Feuille adulte (face supérieure et face inférieure).
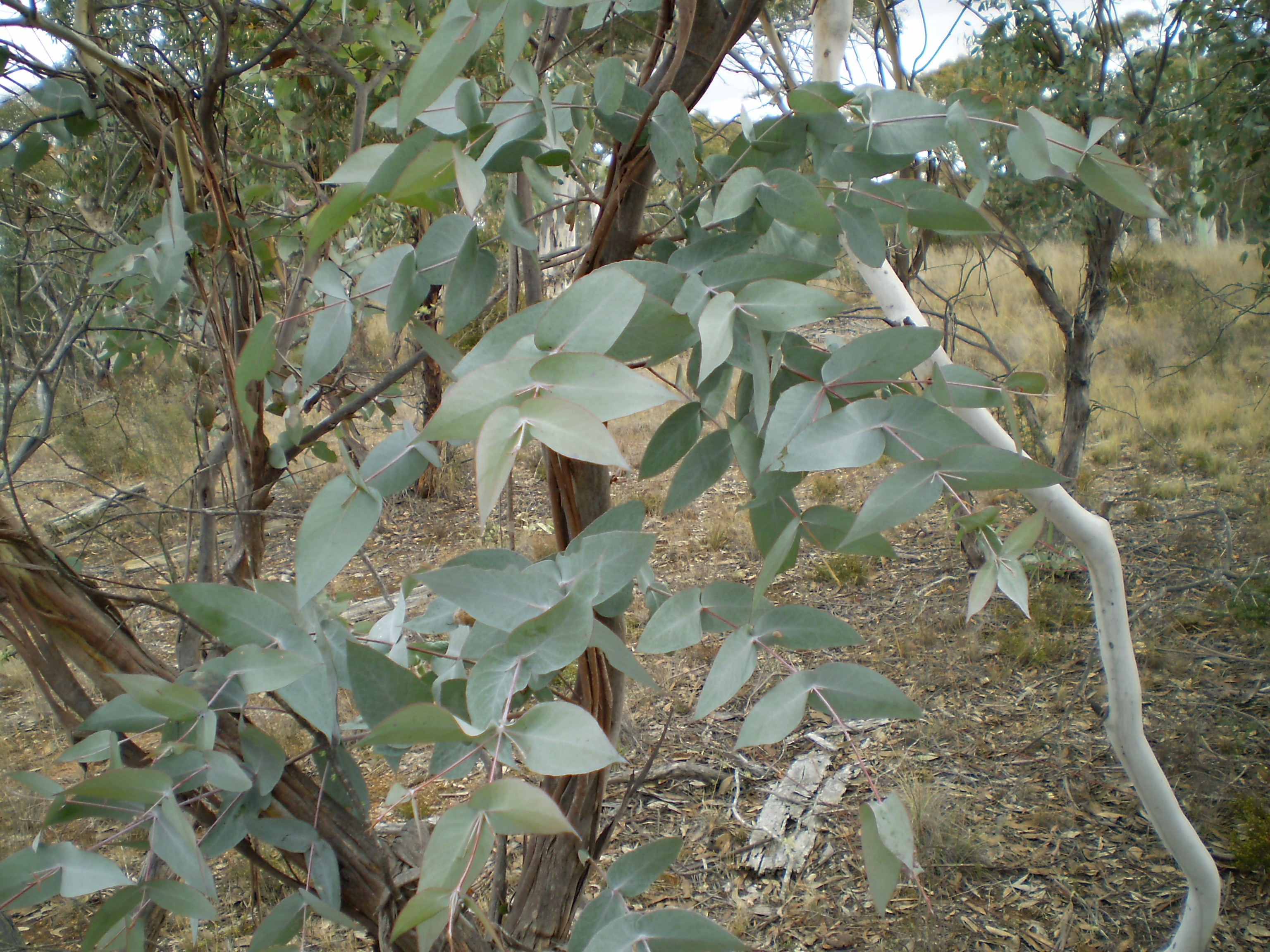
Feuilles juvéniles.
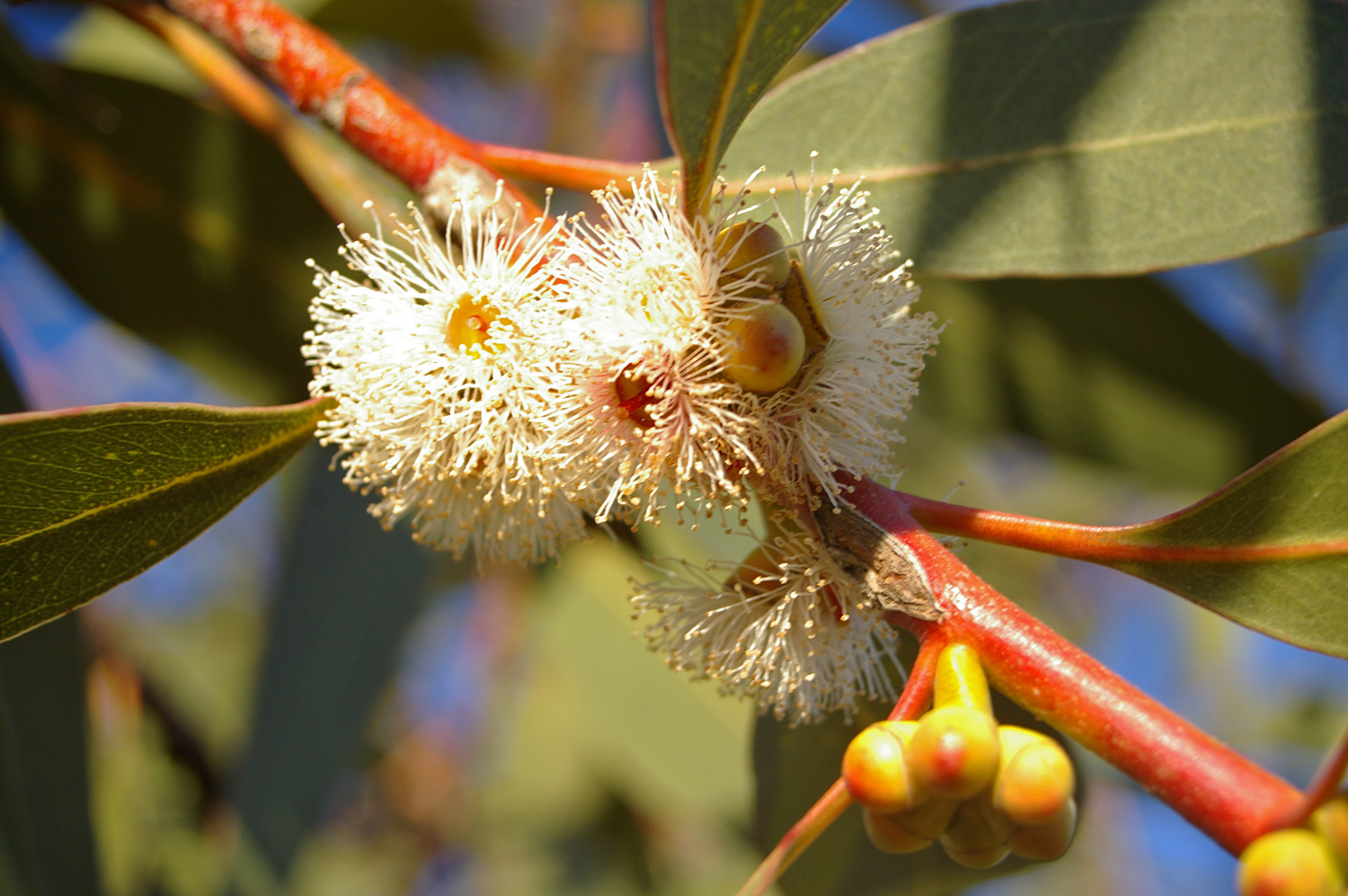
Fleurs.

Les feuilles juvéniles sont ovales et glauques, les feuilles adultes, lancéolées.
Le fruit, sessile ou pédicellé (pédicelle de moins de 5 mm de long), est en forme de coupe, obconique ou hémisphérique, de 0,3 à 0,7 cm de long sur 0,4 à 0,8 cm de large. Il présente 3 ou 4 valves près du niveau du bord.
Les graines, brunes ou brun rougeâtre, de 1,5 à 2,5 mm de long, de forme pyramidale, ont une face dorsale lisse et un hile terminal.

## Répartition
Ce sont de petits arbres originaires de forêts sclérophylles sèches tempérées et des forêts du sud-est de l'Australie. Il est trouvé en Nouvelle-Galles du Sud du sud de Niangala au sud-est du Victoria. 

## Utilisation
Les feuilles sont riches en huiles essentielles aromatiques, avec deux chimiotypes remarquables : pipéritone et cinéol. Le rendement en huile sur poids frais est de 4,7 %.
Le chimiotype pipéritone a une saveur et un arôme de menthe poivrée. Il est distillé pour obtenir la pipéritone, qui est utilisée dans la production de menthol synthétique. Les feuilles sont également utilisées comme condiment colonial, en particulier en combinaison avec Camellia sinensis.
Le chimiotype cinéol est un type d'huile générique d'eucalyptus, Il est récolté et distillé commercialement.